# Милетич, Светозар
Светозар Милетич (серб. Светозар Милетић; 22 февраля 1826, Мошорин — 4 февраля 1901, Вршац) — австрийский сербский писатель-патриот, юрист и политический деятель.
Окончил юридический факультет Будапештского университета. В 1848 году принял участие в движении радикального крыла сербской буржуазии в Воеводине. В 1860 году начал работать в газете «Српски дневник». С 1869 года был долгое время главой основанной им же Либеральной партии в австрийской Сербии, с 1864 года — депутатом Сербского церковно-народного собора, с 1865 года — главой сербской оппозиции в венгерском и хорватском сейме. Был известен основанной им в Пеште в 1866 году политической газетой сербов «Застава», перенесённой потом в Нови-Сад. Неоднократно подвергался арестам со стороны австро-венгерских властей, в 1880-х годах ушёл из политики.